# DEFA (företag)

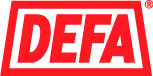

DEFA AS är en norsk företagsgrupp som tillverkar larm, motorvärmare och elbilsladdare för motorfordon. Man tillverkar även belysningsprodukter.

## Historia
DEFA grundades 1946 av Didrik Eidsvig. Det är ett privat bolag, ägt av grundarens familj i tredje generationen. Företaget har en omsättning på över 900 miljoner NOK och har över 400 anställda. Huvudkontoret ligger i Sandvika, Oslo. DEFA är en förkortning av Didrik Eidsvig FAbrikker.